# Sieferhof (Lindlar)
Der Hof Sieferhof ist ein Ortsteil der Gemeinde Lindlar im Oberbergischen Kreis in Nordrhein-Westfalen, Regierungsbezirk Köln.

## Lage und Beschreibung
Sieferhof liegt im Westen der Gemeinde Lindlar zwischen Hohkeppel und Schmitzhöhe. Eine unmittelbare Nachbarortschaft ist Köttingen.

## Geschichte
1413 wurde der Ort das erste Mal  als  "Kämmereiregister für den Fronhof Lindlar" urkundlich erwähnt. Die Schreibweise der Erstnennung war Siuensiphin.
Aufgrund § 10 und § 14 des Köln-Gesetzes wurde 1975 die Gemeinde Hohkeppel aufgelöst und umfangreiche Teile in Lindlar eingemeindet. Darunter auch Sieferhof.

## Busverbindungen
Haltestelle Schmitzhöhe, Kirche:
- SB42 Lindlar – Immekeppel – Moitzfeld – Bensberg – Refrath – Köln Hbf. (RVK)
- 401 Industriegebiet Klause – Lindlar – Waldbruch – Schmitzhöhe – Hommerich – Kürten Schulzentrum (KWS, Schulbus)
- 421 Berg. Gladbach (S) – Bensberg – Moitzfeld – (Herkenrath) – Immekeppel – Schmitzhöhe – Lindlar (RVK, Schulbus)